# 河野裕 (建築家)
河野 裕（こうの ひろし）は日本の建築家。河野裕建築設計事務所・代表。国際建築家連合（UIA）会員、建築学特別修士(Master of Excellence in Architecture)。一級建築士資格所有。

## 略歴
- 1966年 北海道に生まれる。
- 1990年 東京工業大学工学部建築学科卒業（建築意匠）。同年、日建設計（東京本社設計部）へ。
- 1998年 日建設計退社 独立。個人で設計活動および三菱総合研究所嘱託研究員。神戸芸術工科大学、木村博昭教授と協働。
- 2001年 オランダ留学。ベルラーヘ・インスティチュート（Berlage Institute）国際建築都市研究所大学院特別研究員。エリア・ゼンゲリス、レム・コールハースらに師事、協働。並行し同大学院特別課程在籍。
- 2003年 同大学院修了（建築学・都市空間学）。ヨーロッパ・ディプロマ・アワード最優秀賞受賞。　ベルラーヘ・インスティチュート（ロッテルダム）/インディビジュアル・リサーチグループ、AAスクール（ロンドン）/ディプロマユニット、バートレット・スクール・オブ・アーキテクチャー（ロンドン大学UCL）/ディプロマ・ユニット、ETHチューリッヒ工科大学（チューリッヒ）/ワークショップなど、建築大学・大学院にてゲスト・インストラクター。
- 2004年- 東京に河野裕建築設計事務所を開設。
- 2005年- 2010年日本工業大学建築学科非常勤講師。
- 2007年- 2009年 ICS カレッジオブアーツ 非常勤講師。

## 主な作品

### 日建設計時代
- 桜田門・三宅坂の交番（東京、1993）
- ホテル日航クアラルンプール（マレーシア、1993）
- 東京グリーンパレス（全国市町村共済組合会館・東京、1996）
- NEC玉川Project（都市開発・神奈川、1998）
- Z学園マルチメディアセンター（神奈川、1998）

### 独立後
- 熊取ハウジング・プロジェクト（集合住宅11件実施/大阪、2000）
- Intermediate Device（理論プロジェクト/日本・オランダ、1990,2001）
- Hallucination of Erosion（オブジェ/日本・ドイツ、2000）
- S-I-S（理論・研究開発プロジェクト/日本・オランダ、2003）
- ハイライズ・ケース・スタディ（委託研究プロジェクト（設計,エンジニアリング）/イギリス、2001）
- Ephemeral Structure（公開・実施コンペ案/オランダ・ギリシア、2002）
- F-Museum （招待・実施コンペ案・優勝/日本・イギリス、2004）
- House-M01~03（住宅3件・指名・実施コンペ案/日本、2005-）
- 与野のアパートメント「Nyoro」（設計監理協力/日本・埼玉、2006）
- 東京倶楽部ビルディング（設計監理：日本設計）外構計画（設計協力/東京、2007）
- ZARA新宿新南口店（設計監理およびプロジェクト・マネージメント/東京、2007-08 )

## 主な執筆・発表
- （日）a+u誌「ヘルムート・ヤーン特集」（共著/英語・日本語）1992
- （日）a+u誌「SOM特集」（共訳/英語・日本語）1993
- （蘭）「Transformation of Invisible Orderly System in Architecture」

　　　　「建築における『見えない系』による秩序とその変遷」（学術・審査論文/英語・日本語）2001
- （蘭）「System-Intertransformation-Space /Altered Domino/ Polyphony in Architecture」（デザイン・理論研究/学術・審査論文/英語・一部日本語訳出）2001-2003
- （蘭）「Beyond Awareness」展（BI,ロッテルダム/主催・構成・共同出展）2003
- （蘭）Hunch誌収録「Absolute Architecture」（共著/英語）2003
- （蘭）Frame Magazine 「Asia Goes Dutch」プロジェクト・批評掲載（英語） 2004
- （米）AIC Web展 プロジェクト掲載 （英語）2004
- （日）北海道東海大・東京東海大・日本工業大レクチャー（招待・招聘協力）2004,2005
- （ｽﾛ）リュブリャーナ大学レクチャー「DENTAKU」（招待/英語） 2005
- （米）NY Art Magazine/Art Fair International,World Art Media ドローイング掲載（英語）2005
- （日）Detail Japan誌 翻訳・執筆協力　2005,2007
- （日）Detail Japan誌 隔月連載執筆　2006
- （日）NIT 教育・研究活動報告書「〈人工地層〉としての都市空間の構成に関する研究」「A Study on Urban Spatial Configuration found as an Artificial Stratum」(小川次郎・高桑広太郎ほか（日本工業大学小川研究室）と共同) 2006-09
- （日）JABS（日本建築学会）「建築雑誌」収録 「Open-endedness and new Slovenian architecture」（共同/英語）

など。